# Leucobrephos ussuriensis
Leucobrephos ussuriensis là một loài bướm đêm trong họ Geometridae.